# Radio Futuro
Futuro es una estación radial chilena ubicada en el 88.9 MHz del dial FM en Santiago de Chile. Cuenta con una red de 10 emisoras a lo largo de Chile, también transmite para todo el país por el canal 658 (con D-Box) de la cableoperadora VTR y vía Internet en el resto del país y en todo el mundo.

## Historia
Radio Futuro inició sus transmisiones el lunes 10 de julio de 1989 programando lo mejor del rock. Previo a esa fecha, el jueves 22 de mayo de 1986, la Radio Nacional de Chile había iniciado las emisiones en la misma frecuencia y bajo el mismo nombre, aunque sin relación con la emisora iniciada en julio de 1989.
Fue adquirida por Julián García-Reyes en mayo de 1989 con el fin de crear una estación "para la inmensa minoría", con un estilo definido en su totalidad por el jazz y el new age. Ya a mediados de los '90s, cambia de segmento para enfocarse en lo mejor del rock clásico y el metal de los años '60s, '70s, '80s y '90s. Hasta el momento de su compra, solía ser hermana de Concierto y Horizonte.  
En junio de 1998 fue vendida a Compañía de Radios S.A. (Iberoamericana Radio Chile), quienes siguen manteniendo la misma línea impuesta por sus anteriores dueños. 
En el año 2014 con motivo de los 25 años de la radio, el documentalista radial Francisco Tapia Robles realizó un podcast documental histórico de Radio Futuro que incluía valiosos audios de archivo y entrevistas a diferentes voces que forman parte de la historia de la emisora. Este audio aún está disponible en la web www.futuro.cl
Radio Futuro complementa la dosis radial del rock con programas netamente hablados como lo son: 8 días a la semana, Palabra que es noticia, Palabras sacan palabras, Mercado Futuro y Futuro Futbol Club 
Completan el equipo de Radio Futuro, el programador Francisco Sepúlveda, el productor general Juan Carlos "Lobo" Araneda, además de los periodistas Jorge Lagás y Héctor Muñoz y los radio controladores Claudio "Gato" Barraza y Juan "Manzana" Carrasco.

## Dirección artística
Entre 1989 y 1996, su director fue Christian Landaeta, entre 1999 y 2005, la radio fue dirigida por Rolando Ramos Grez. Entre 2005 y 2007 su director fue Javier Sanfeliú. Entre enero de 2008 a octubre de 2014, su director fue, Carlos Costas Lajusticia. Desde octubre de 2014 a la actualidad, la dirección artística está a cargo de Rainiero Guerrero Flores.

## Locutores
Actualmente por Radio Futuro desfilan importantes voces de la radiotelefonía chilena, tales como Antonio Quinteros, Andrea Moletto, Matilda Svensson, Patricio Cuevas, Claudio Palma, Eduardo "Walo" Frías, Sergio "Pirincho" Cárcamo, Álvaro Paci, Luis Muñoz Villarroel y Juan Carlos "Lobo" Araneda.
Además de los programas dedicados al rock e informativos, está el espacio deportivo "Futuro Fútbol Club" conducido por Juan Ignacio Abarca y los comentaristas: Claudio Borghi, Claudio Palma, Waldemar Mendez, Waldo Ponce, Dante Poli. La producción de Cristian Orchard y los periodistas Leonardo Mora y Raúl Toledo, y, la dirección de David Oyarzún.
El director de la radio es Reinero Guerrero, quién también realiza un programa dentro de la radio.

## Hechos destacables
- El 1 de abril de 2007, Radio Futuro abandona la frecuencia 91.5 MHz de Pinto, siendo reemplazada por su radio hermana Corazón FM, después por sus radios hermanas ADN Radio Chile, Radio Imagina y finalmente vendida y reemplazada por Radio Interactiva (no tiene relación con IARC).
- En 2008, Radio Futuro abandona la frecuencia 97.1 MHz de Villarrica, siendo reemplazada por su radio hermana ADN Radio Chile.
- Radio Futuro, al igual que todas las radios hermanas por parte de Ibero Americana Radio Chile, formaron una cadena para informar mejor al país sobre el terremoto de 8,8 grados ocurrido en Chile el 27 de febrero de 2010, colgándose a la transmisión de ADN Radio Chile.
- En agosto de 2014, se cambia la frecuencia en Copiapó, pasando de la 90.3 MHz a la 104.9 MHz, reemplazando a su radio hermana Rock & Pop que estaba en ese dial; esto debido a que la frecuencia 90.3 MHz fue vendida a Radio Armonía (no tiene relación con IARC).

## Antiguas frecuencias
- 107.3 MHz (Iquique); disponible sólo para radios comunitarias.
- 90.3 MHz (Copiapó); hoy Radio Armonía, no tiene relación con IARC.
- 91.5 MHz (Pinto); hoy Radio Interactiva en Chillán, no tiene relación con IARC.
- 97.1 MHz (Villarrica); hoy ADN Radio Chile.